# Nurgyul Salimova
Nurgyul Salimova (en bulgare Нургюл Салимова, en turc : Nurgül Salimova) est une joueuse d'échecs bulgare née le 2 juin 2003, qui a le titre de maître international depuis 2019.
Au 1er août 2023, elle est la première joueuse bulgare et la 47e joueuse mondiale avec un classement Elo de 2 403 points.

## Jeunesse
Nurgyul Salimova est née dans le village de Krepcha, dans la province de Targovichté. Ses deux parents sont d'origine turque et elle se considère comme turco-bulgare.

## Championnats de Bulgarie
Elle remporte le championnat bulgare féminin d'échecs en 2017.
En 2023, elle crée la sensation en terminant deuxième du championnat bulgare mixte.

## Finaliste de la coupe du monde féminine (2023)
Lors de la Coupe du monde d'échecs féminine 2023, Salimova est battue en finale par Aleksandra Goriatchkina.
| Année | Lieu   | Résultat      | Ultime adversaire       | Adversaires battues                                                                                        |
| ----- | ------ | ------------- | ----------------------- | --- |
| 2021  | Sotchi | deuxième tour | Elisabeth Pähtz         | Ingrid Aliaga Fernández                                                                                    |
| 2023  | Bakou  | finaliste     | Aleksandra Goriatchkina | Charlize van Zyl, Oliwia Kiołbasa, Mary Ann Gomes, Medina Warda Aulia, Polina Chouvalova, Anna Mouzytchouk |

## Compétitions par équipes
Salimova participe aux Olympiades d'échecs féminines en 2022 (au premier échiquier) et 2024.
Elle remporte le Championnat d'Europe d'échecs des nations en 2023. A cette occasion elle remporte la médaille d'or individuelle au deuxième échiquier.